# Союз демократов в поддержку республики
Союз демократов в поддержку республики (фр. Union des démocrates pour la République, UDR) — голлистская политическая партия во Франции, которая действовала с 1967 по 1976 год. Была создана как Союз в защиту республики (фр. Union pour la défense de la République) и переименована в 1968 году. Поддерживала преемника де Голля на посту президента Франции Жоржа Помпиду. После 1976 Жак Ширак организовал на основе Союза демократов в поддержку республики «Объединение в поддержку республики» (RPR).
Партия являлясь преемницей более ранней партии Шарля де Голля, Объединение французского народа, и была организована в 1958 году одновременно с основанием Пятой республики как Союз за новую республику (UNR), а в 1962 году объединилась с Демократическим союзом труда, левой голлистской группой. В 1967 году к ней присоединились часть христианских демократов, чтобы сформировать Союз демократов за Пятую республику, позже отказавшись от слова «Пятой». После кризиса в мае 1968 года она сформировала правую коалицию под названием Союз защиты Республики (UDR); в октябре 1968 года партия была переименована в Союз демократов за Республику, сохранив аббревиатуру UDR.
Распалась в 1976 году и ее преемником стало Объединение в поддержку республики (RPR), основанное Жаком Шираком.

## Генеральные секретари
- 1968—1971 — Робер Пужад
- 1971—1972 — Рене Томасини
- 1972—1973 — Ален Пейрефит
- 1973—1974 — Александр Сангинетти
- 1974—1975 — Жак Ширак
- 1975—1976 — Андре Бор
- 1976 — Ив Гэна

## Результаты выборов

### Президентские выборы
| Год  | Кандидат          | 1-й тур    | 1-й тур | 1-й тур | 2-й тур    | 2-й тур | 2-й тур             |
| Год  | Кандидат          | Голоса     | %       | Место   | Голоса     | %       | Место               |
| ---- | ----------------- | ---------- | ------- | ------- | ---------- | ------- | ------------------- |
| 1969 | Georges Pompidou  | 10 051 783 | 44,5    | 1-е     | 11 064 371 | 58,2    | Победа              |
| 1974 | Жак Шабан-Дельмас | 3 857 728  | 15,1    | 3-е     | —          | —       | Не вышел во 2-й тур |

### Парламентские выборы
| Год  | Лидер        | 1-й тур   | 1-й тур | 2-й тур    | 2-й тур | Мандаты    | +/−   | Место | Итог     |
| Год  | Лидер        | Голоса    | %       | Голоса     | %       | Мандаты    | +/−   | Место | Итог     |
| ---- | ------------ | --------- | ------- | ---------- | ------- | ---------- | ----- | ----- | -------- |
| 1967 | Жорж Помпиду | 8 448 082 | 37,7    | 7 972 908  | 42,6    | 243 из 487 | ▼ 25  | 1-е   | Правящая |
| 1968 | Жорж Помпиду | 9 667 532 | 43,6    | 6 762 170  | 46,4    | 354 из 487 | ▲ 111 | 1-е   | Правящая |
| 1973 | Пьер Мессмер | 8 242 661 | 34,6    | 10 701 135 | 45,6    | 272 из 491 | ▼ 82  | 1-е   | Правящая |